# Брідок (ентомологічний заказник)
Брідо́к — ентомологічний заказник місцевого значення в Україні. Розташований у межах Кам'янець-Подільського району Хмельницької області, на південь від села Крушанівка.
Площа 6,5 га. Статус надано згідно з рішенням облради від 18. 10. 1982 року № 306. Перебуває у віданні Крушанівської сільської ради.
Цінність являють ділянка задернілої долини біля села Крушанівка, частково вкрита чагарником. Виявлено місце оселення декількох видів диких бджіл. У трав'яному покриві зростають лікарські рослини.
Входить до складу національного природного парку «Подільські Товтри».